# BYD 06 DM-i
O BYD 06 DM-i (chinês: 06 DM-i) é um sedã híbrido plug-in de médio porte fabricado pela BYD Auto desde 2024. Sendo modelo irmão do BYD Qin L, o Seal 06 é o terceiro modelo da série Seal no mercado chinês, sucedendo os modelos Seal e Seal 07 DM-i, também de médio porte. Assim como os outros modelos da linha Seal, o Seal 06 faz parte da Ocean Series da BYD, sendo distribuído pelas concessionárias da Ocean Network. Este modelo ocupa uma posição intermediária dentro da linha, situando-se entre o Destroyer 05, o modelo menor, e o Seal 07 DM-i, o modelo maior.

## Visão geral
O Seal 06 DM-i estreou no Salão do Automóvel de Pequim de 2024 em abril. Ele compartilha o sistema híbrido plug-in de quinta geração da BYD, comercializado como DM-i 5.0, com o Qin L da 'Série Dynasty'.

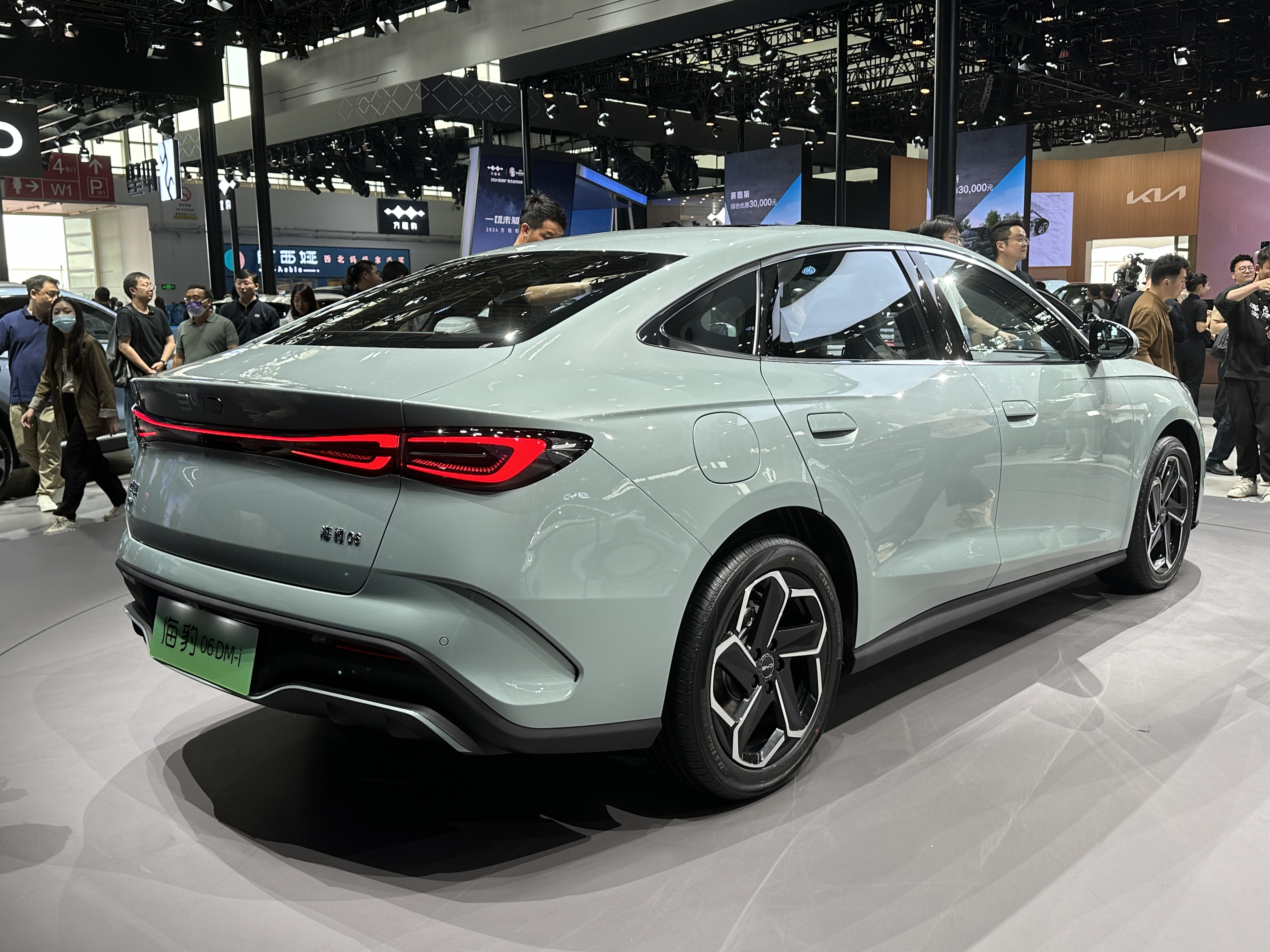
Vista traseira
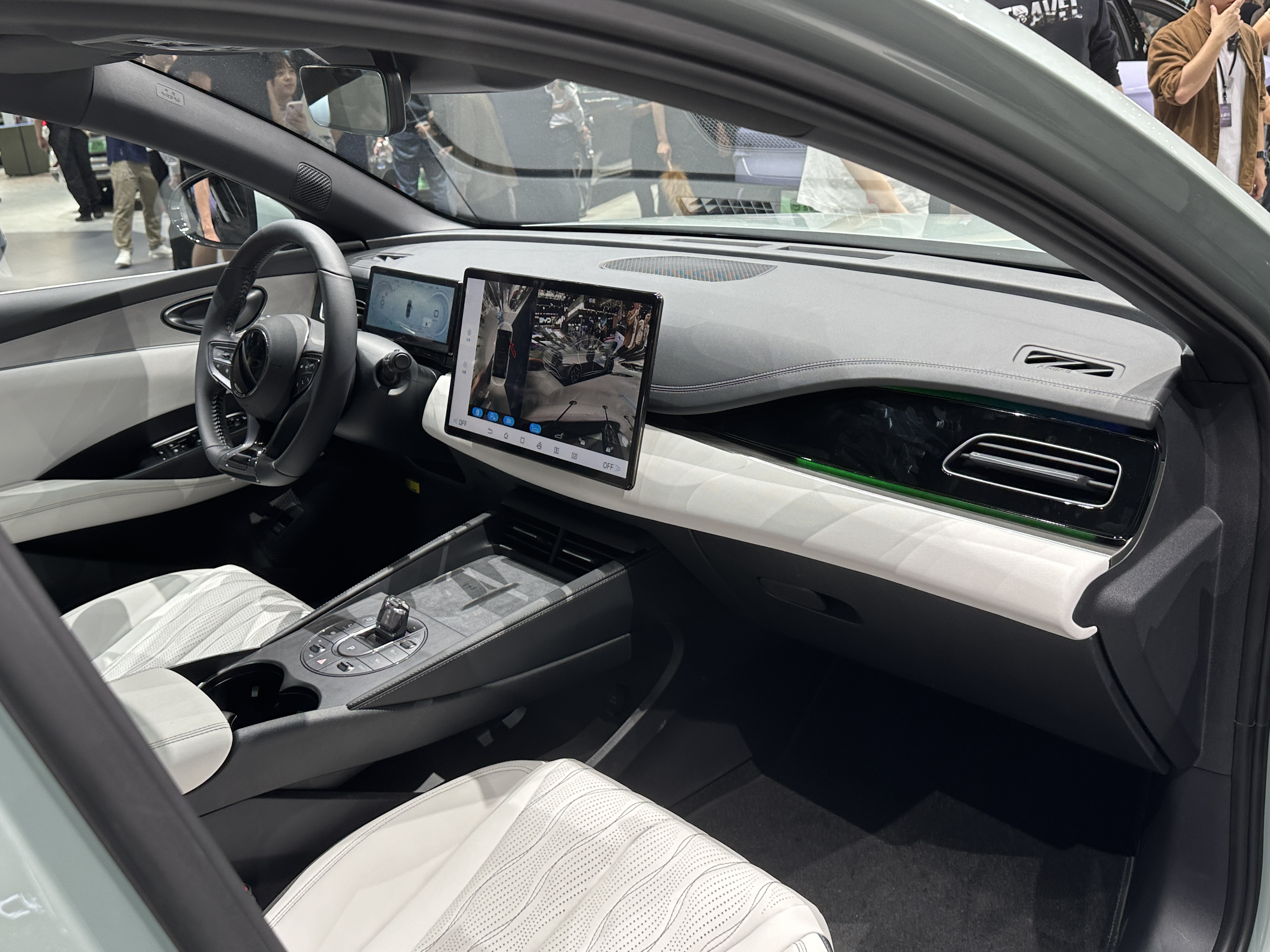
Interior